# Apple Public Source License
Apple Public Source License (en español licencia de fuente pública de Apple) es la licencia de código abierto y de software libre bajo la cual se publicó el sistema operativo de la empresa estadounidense Apple, Darwin. Esta licencia fue adoptada de forma voluntaria para aumentar la colaboración de la comunidad de la que se origina gran parte de Darwin.

## Historia

### Versión 1
La primera versión (APSL 1.0) de Apple Public Source License fue aprobada por Open Source Initiative (OSI), pero no por la Free Software Foundation. Fue visto como código abierto o licenciado por Apple, ya que reunió todas las características de una licencia de software libre.

### Versión 2
La versión 2.0 (APSL 2.0), lanzada el 29 de julio de 2003 es compatible con las directrices de la Free Software Foundation, y también está aprobada por la OSI, pero no por el equipo Debian. La Free Software Foundation aprobó la Apple Public Source License 2.0 como una licencia libre y afirma que los desarrolladores de software pueden trabajar en proyectos bajo esta licencia. Sin embargo, recomiendan que los desarrolladores no la utilicen en los proyectos nuevos, dado que el copyleft parcial no es compatible con la GNU General Public License y permite enlazar con archivos de carácter íntegramente propietario. Por otro lado, la licencia requiere que si se lanzan productos derivados del código fuente original, el código debe ser accesible.
Muchos de los paquetes de software que Apple ha lanzado, tales como la pila Bonjour Zeroconf se han relicenciado bajo la licencia Apache, de carácter más liberal.